# IV. třída okresu Hradec Králové 2013/2014
V utkáních IV. třídy okresu Hradec Králové 2013/2014, jedné ze skupin 10. nejvyšší fotbalové soutěže v Česku, se utkalo ve dvou skupinách 20 týmů dvoukolovým systémem podzim – jaro. Tento ročník začal v srpnu 2013 a skončil v červnu 2014.
Postup do III. třídy okresu Hradec Králové 2014/2015 si zajistily TJ Sokol Roudnice "B", TJ Sokol Cerekvice n/B.-Třebovice a TJ Spartak Kosičky "B". Nikdo nesestoupil, jde o nejnižší soutěž.

## Konečná tabulka IV. třídy okresu Hradec Králové 2013/2014, skupiny A
| Poř. | Tým                               | Z  | V  | R | P  | VG | OG | B  |
| ---- | --------------------------------- | -- | -- | - | -- | -- | -- | -- |
| 1.   | SK Slavia Libřice (S)             | 18 | 11 | 5 | 2  | 45 | 23 | 38 |
| 2.   | TJ Sokol Cerekvice n/B.-Třebovice | 18 | 11 | 3 | 4  | 67 | 33 | 36 |
| 3.   | TJ Sokol Malšovice „B“            | 18 | 9  | 3 | 6  | 37 | 37 | 30 |
| 4.   | FK Černilov "B"                   | 18 | 8  | 4 | 6  | 38 | 32 | 28 |
| 5.   | Sokol Lhota pod Libčany "B"       | 18 | 8  | 4 | 6  | 34 | 32 | 28 |
| 6.   | SK Neděliště                      | 18 | 7  | 6 | 5  | 39 | 35 | 27 |
| 7.   | SK Jeníkovice                     | 18 | 7  | 4 | 7  | 39 | 36 | 25 |
| 8.   | SK Libčany "B"                    | 18 | 5  | 1 | 12 | 34 | 50 | 16 |
| 9.   | TJ Sokol Dohalice "B"             | 18 | 4  | 1 | 13 | 29 | 59 | 13 |
| 10.  | Lokomotiva Hradec Králové "B"     | 18 | 3  | 3 | 12 | 28 | 53 | 12 |

## Konečná tabulka IV. třídy okresu Hradec Králové 2013/2014, skupiny B
| Poř. | Tým                        | Z  | V  | R | P  | VG | OG | B  |
| ---- | -------------------------- | -- | -- | - | -- | -- | -- | -- |
| 1.   | TJ Sokol Roudnice "B"      | 18 | 13 | 4 | 4  | 75 | 34 | 40 |
| 2.   | TJ Spartak Kosičky "B" (N) | 18 | 12 | 2 | 4  | 74 | 46 | 38 |
| 3.   | SK Starý Bydžov            | 18 | 11 | 3 | 4  | 45 | 28 | 36 |
| 4.   | TJ Sokol Syrovátka         | 18 | 9  | 3 | 6  | 51 | 37 | 30 |
| 5.   | TJ Sokol Nepolisy „B“      | 18 | 9  | 0 | 9  | 44 | 59 | 27 |
| 6.   | TJ Sokol Lovčice "B"       | 18 | 7  | 4 | 7  | 44 | 44 | 25 |
| 7.   | TJ Sokol Myštěves „B“      | 18 | 7  | 0 | 11 | 52 | 65 | 21 |
| 8.   | SK Čechie Hlušice "B"      | 18 | 5  | 4 | 9  | 40 | 43 | 19 |
| 9.   | SK Převýšov "B"            | 18 | 8  | 3 | 10 | 39 | 57 | 18 |
| 10.  | AFK Probluz "B"            | 18 | 1  | 2 | 15 | 26 | 77 | 5  |

Poznámky:
- Z = Odehrané zápasy; V = Vítězství; R = Remízy; P = Prohry; VG = Vstřelené góly; OG = Obdržené góly; B = Body; (S) = Mužstvo sestoupivší z vyšší soutěže; (N) = Mužstvo postoupivší z nižší soutěže (nováček)

|  | Postup do III. třídy okresu Hradec Králové 2014/2015 |